# BT-2
BT-2（ベテー・ドゥヴァー、ロシア語:БТ-2）はソ連で開発された快速戦車（Быстроходный танк）である。

## 概要
本車はアメリカのクリスティーM1940（＝M1930）戦車をベースにした、BTシリーズ初の量産型である。その優れた機動性を生かし、騎兵部隊の支援や、長距離侵攻を目的に開発された。クリスティー戦車は厳しい路外走行試験中に尖った形状の車体前端部を損傷したため、そこを厚さ40mmの小さな台形の装甲板に変更し強化、新型の砲塔を搭載するなどの改良が施されている。
主武装である37mm砲は、元はドイツが開発してソ連国内で実験を行い、後に3.7 cm PaK 36として採用された対戦車砲であった。これはM1930(1K)と命名されて赤軍でも採用、戦車砲向けに改修されたものはB-3(5K)と呼ばれた。ドイツ軍のIII号戦車の初期型に搭載された砲と基本的に同じものであるが、BT-2の場合、砲手が肩付けして人力旋回・俯仰させる簡易な砲架となっていた。
当初、武装がこの戦車砲のみで外防盾の無いタイプが60輌のみ生産されたが、後にその右側に7.62mm DT機関銃のボールマウント式銃架を追加したタイプが120輌作られた。しかし新型の20K 45mm戦車砲への移行のために37mm戦車砲の生産が打ち切られてしまい、これを搭載できたのは前述の計180輌に過ぎなかった。45mm砲への換装も考えられたが、BT-2の砲塔では狭いこともあり、1933年夏に少数が改造されたに止まったとする資料もある。

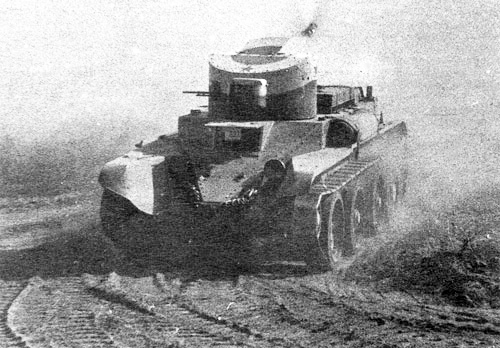
演習中のBT-2機銃搭載型

やむを得ず、残りの車輌は代わりにDA-2連装機関銃を搭載、こちらの方が440輌と生産数が多かった。しかしこれにより、同時使用ができないのに連装銃架とボールマウント銃架が並んで装備されるという、実用上無意味な配置となったため後者は撤去されている。
なお古い資料では、砲搭載型と機銃搭載型は目的別に生産され、機銃型の方が先に生産終了し、砲搭載型の方が生産数が多いという認識であったが、新たな資料が見つかり、改められた。同じく機銃搭載型がBT-1と呼ばれたとされていたがこれも誤りで、実際は輸入されたクリスティー戦車を指す名称である。このタイプでは63発入りのパン（皿型）マガジンが43個、7.62 mm銃弾2709発が搭載されていた。

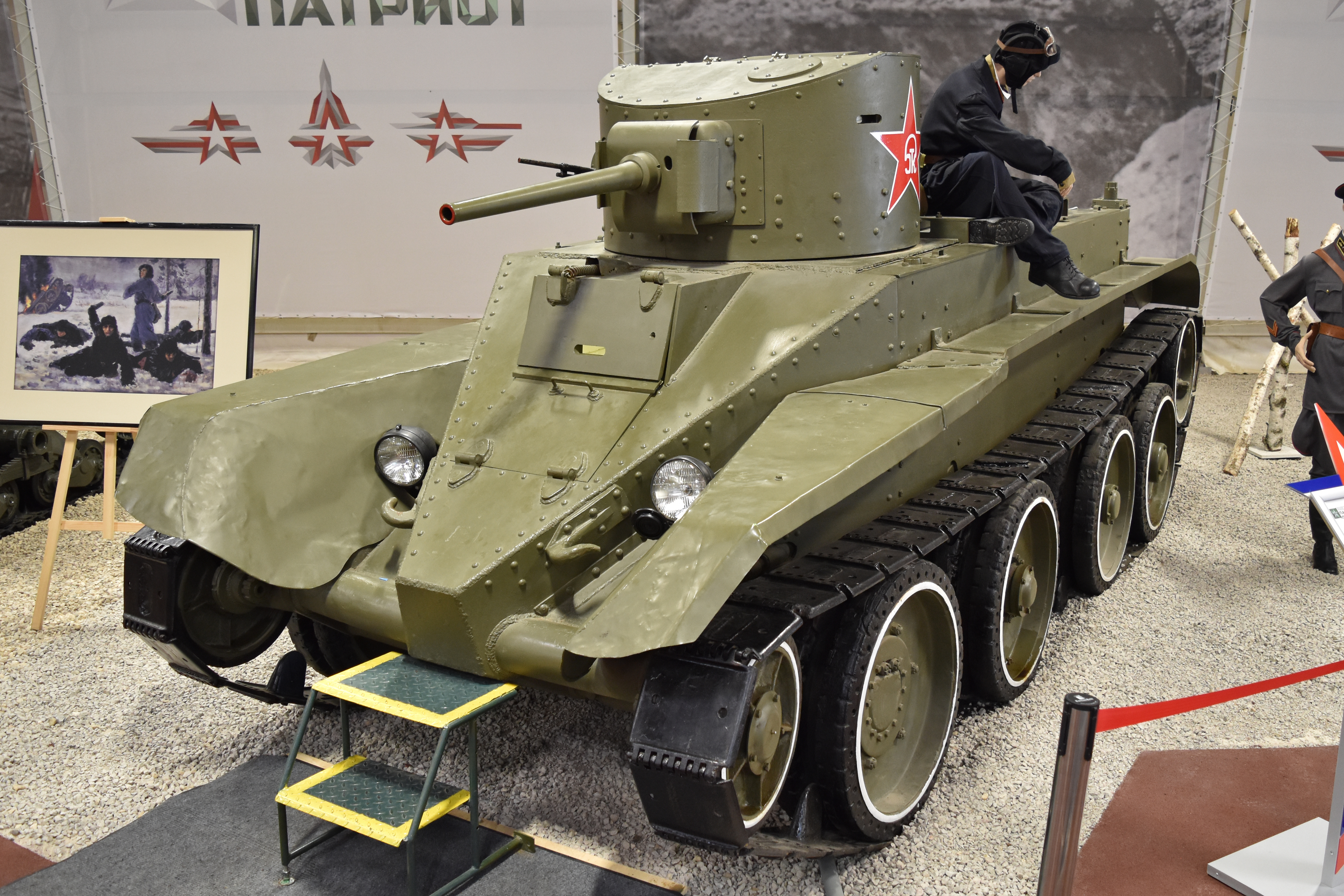
クビンカ戦車博物館におけるBT-2

エンジンは、オリジナルのクリスティーと同じV型12気筒リバティ L-12を輸入、最初の100輌に暫定的に使っている。しかし、1932年の軍事パレードに参加した10輌のうち、途中で2輌が故障して回収車に撤去されるというハプニングが発生、これが問題となった。新たにディーゼルエンジンであるD-300を搭載することも検討されたが、L-12よりパワーが不足していることもあり、結局リバティの国産版であり、複葉偵察機・ポリカルポフR-1／R-2（エアコーDH.9Aのライセンス生産型）での使用実績もあるM-5が引き続き搭載された。
原型のクリスティー戦車同様、履帯を外し後部の起動輪と最後部の接地転輪を接続、ステアリングを装着し最前部の接地転輪で方向転換し、装輪走行が可能となる方式であったが、BT-2として生産されるにあたり、動力の伝達方式はチェーン連結式からギア連結式に変更されている。この場合駆動するのは二輪のみであり、路外性能は高くはない。
クリスティー戦車では、転輪が軽合金製をプレス加工したディスク型であったが、BT-2では鋳鋼製のスポーク型に変更された。後にスチール製でプレス加工のディスク型転輪装備の型も作られ、設計局内ではBT-3とも呼ばれたが、マイナーチェンジにすぎないため正式名称にはならなかった。
車体後部の排気管は、クリスティー同様に車体後部に丸い穴が開いただけのものや、そこに箱型マフラー（消音機）を追加したものだった。これは後に、BT-5同様の大型の円筒形マフラーに変更された。しかしこれは火炎瓶（ガソリンを入れた瓶も同様）を投擲されると、エンジンに発火し撃破されることが判明し、その対策としてエンジングリルから伸びる単純な長い筒型排気管に改修されたものもある。エンジングリルの排気口は二枚の板が斜めに傾く単純な物で、当初クリスティー戦車同様にむき出しであったが、まもなく異物混入防止用の金網製カバーが装着された。これらは基本的にT-34まで同じような構造であった。

## 運用
BT-2は1931年5月23日、試作車の完成を待たずしてソ連邦革命軍事会議にて採用が決定された。試作車は非武装の状態で10月に完成、翌月7日にモスクワの軍事パレードで一般公開された。生産はソビエト・ウクライナ共和国のハリコフ機関車工場（現V・O・マールィシェウ記念工場）で行われた。1932年に軍への引渡しが開始され機械化旅団に配備された。これはT-26やT-27といった数種類の戦車や自走砲で編成されており、BT-2は一個大隊32輌が含まれていた。
BT-2は火砲の搭載が予定通りにいかなかったせいもあり、BT-5より実戦投入が遅くなった。対フィンランド戦である冬戦争が初陣となったが、雪原や凍りついて滑りやすい路面では機動性を発揮できないことに加え、装甲が貧弱なこともあり活躍できなかった。
後に1939年のポーランド侵攻に参加。1940年中に退役する予定であったが、1941年のバルバロッサ作戦開始時にはまだ549輌が配備されており、ドイツ軍を迎え撃ったが旧式化していたこともあり、他のBTシリーズとともに多数が失われた。なお包囲下のレニングラードにおいて、双砲搭載型のT-26軽戦車の戦闘室上面を換装し、本車の37mm砲塔を搭載できるようにした現地改造型が複数作られている。
またT-38用の銃塔に変更し、木製の架橋を搭載したものが3輌製作され、これは冬戦争のカレリア地峡で実戦投入された。

## その後
前述のレニングラードでの改造車輌とは逆に、BT-2に双砲塔を搭載するBT-4が計画された。これは試験的に20輌が作られたに止まっている。

## 登場作品
『World of Tanks』（オンラインゲーム）
ソ連軽戦車として登場。